# (296638) Sergeibelov
(296638) Sergeibelov est un astéroïde de la ceinture principale.

## Description
(296638) Sergeibelov est un astéroïde de la ceinture principale. Il fut découvert le 23 septembre 2009 à Zelenchukskaya Station par Timur V. Kryachko. Il présente une orbite caractérisée par un demi-grand axe de 3,14 UA, une excentricité de 0,09 et une inclinaison de 11,0° par rapport à l'écliptique.

## Compléments